# Стационе ди Виљијано (Л'Аквила)
Стационе ди Виљијано (итал. Stazione di Vigliano) је насеље у Италији у округу Л'Аквила, региону Абруцо.
Према процени из 2011. у насељу је живело 72 становника. Насеље се налази на надморској висини од 855 м.